# Francisco Amiel
Francisco Andrade Amiel, nascido em Portugal a 20 de janeiro de 1996, é um jogador profissional de basquetebol que joga atualmente pelo Sporting Clube de Portugal.
Jogou nos Estados Unidos desde 2015 até 2019, pelos Colgate Raiders, equipa da NCAA.